# Estádio Campo Desportivo
Estádio Campo Desportivo is een sportstadion op het eiland Taipa in de Speciale Bestuurlijke Regio Macau. Het wordt vooral gebruikt voor voetbalwedstrijden, maar er is ook een atletiekpiste. Het werd geopend in 1995. 